# Gajahrejo
Gajahrejo is een bestuurslaag in het regentschap Malang van de provincie Oost-Java, Indonesië. Gajahrejo telt 4897 inwoners (volkstelling 2010).